# St Mildred Poultry

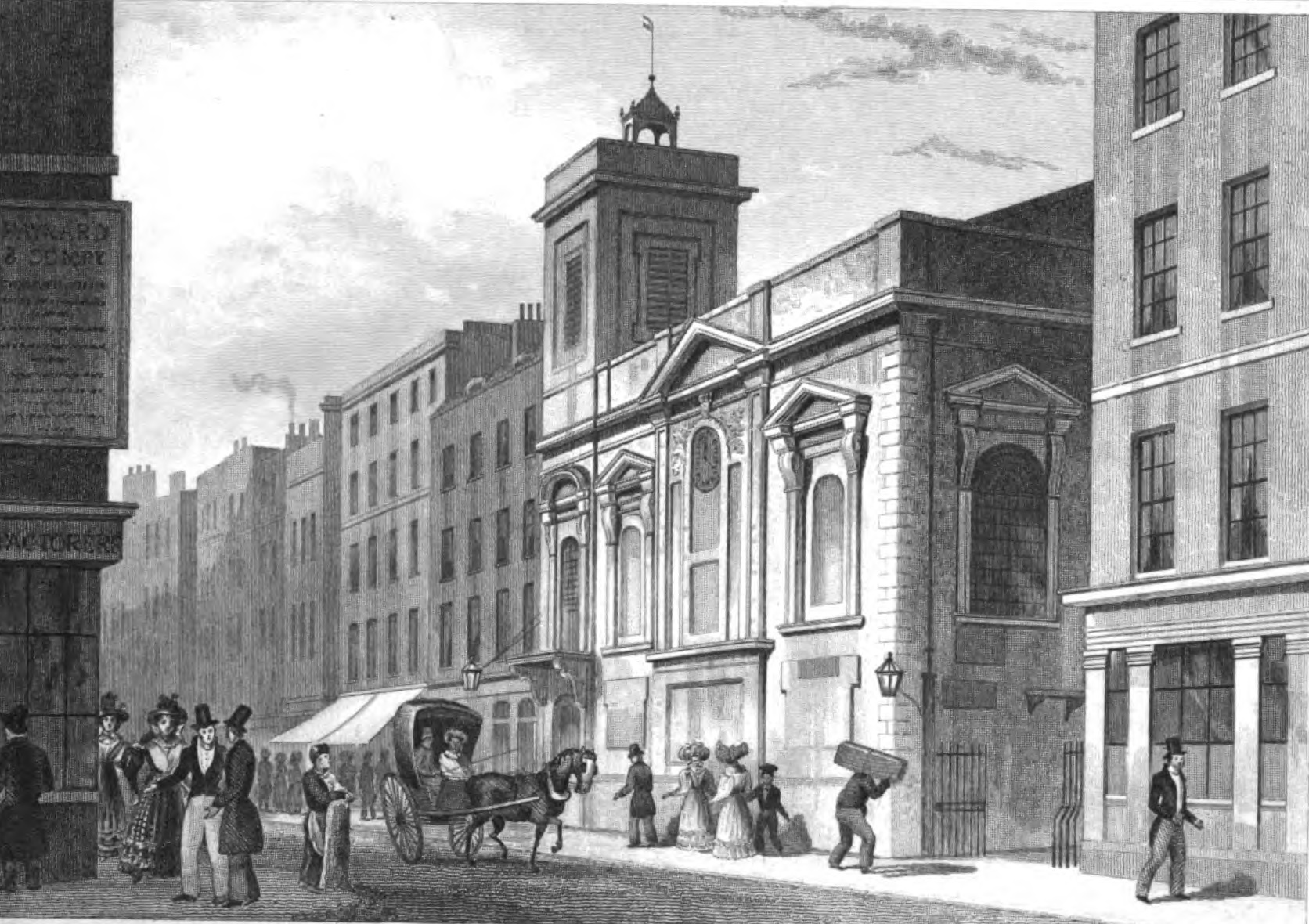
Die Kirche St Mildred Poultry (1831)

St Mildred House, erbaut 1878 von John Jenkins Cole

St Mildred Poultry war eine der 50 Wren-Kirchen im Londoner Innenstadtbezirk City of London. Die 1676 errichtete Kirche wurde 1872 abgebrochen.

## Geschichte
Die der angelsächsischen Heiligen Mildred von Minster geweihte, am mittelalterlichen Geflügelmarkt (Poultry) gelegene Pfarrkirche lässt sich bis in das späte 12. Jahrhundert zurückverfolgen. 1456 erhielt sie einen spätgotischen Neubau, der mit einem Geläut von drei Glocken sowie zwei Orgeln ausgestattet war; den Chorbau finanzierte der Pfarrer der Kirche, John Paxton. 1510 erfolgte der Anbau einer Vorhalle, zu deren Seiten eine Statue des Hl. Christophorus Aufstellung fand. Für das Jahr 1626 sind größere Arbeiten an der Kirche überliefert.
1666 beim Großen Brand von London zerstört, wurde sie, nach Zusammenlegung ihrer Pfarrei mit der benachbarten von St. Mary Colechurch, in den Jahren 1676 bis 1684 nach Plänen von Christopher Wren in einfachen klassischen Bauformen als eine Saalkirche wiedererrichtet, deren Innenraum von einem Voutengewölbe gedeckt war. Die Kirche zeigte straßenseitig eine aufwendig gestaltete Fassade mit integriertem Turmbau, das risalitartig vortretende Mitteljoch umschließt mit seiner giebelbekrönten Pilastergliederung eine als Palladiomotiv gestaltete Nische. Ein 1717 unternommener Versuch zur Finanzierung eines Turmhelms blieb erfolglos. Die Kirche besaß auf ihrer Empore eine 1778 von George Pike England erbaute Orgel.
Nachdem noch 1858 Reparaturen an der Kirche durchgeführt worden waren, führte das 1860 verabschiedete Gesetz zur Reduktion der Zahl der Londoner Pfarrkirchen (Union of the Benefices Act) 1872 zum Abbruch der Kirche Wrens und zur Zusammenlegung der Pfarrei mit der benachbarten von St Olave Old Jewry, sowie, nach Abbruch auch dieser Kirche im Jahre 1887, mit St Margaret Lothbury. Anstelle der abgebrochenen Kirche wurde 1878 nach Plänen des Architekten John Jenkins Cole das Saint Mildreds House der Gresham Life Assurance Company errichtet.